# Kawthaung District
Kawthaung District är ett distrikt i Myanmar.   Det ligger i regionen Taninthayiregionen, i den södra delen av landet, 1 000 km söder om huvudstaden Naypyidaw.